# 10429 van Woerden
A 10429 van Woerden (ideiglenes jelöléssel 2546 P-L) a Naprendszer kisbolygóövében található aszteroida. Cornelis Johannes van Houten,  Ingrid van Houten-Groeneveld és Tom Gehrels fedezte fel 1960. szeptember 24-én.